# Trigbag
Trigbag er en dansk house-gruppe. Gruppen blev dannet i 1997.
Anders Trentemøller debuterede blandt andet i gruppen hvor han stod bag keyboardet.
| Musikgruppe | Spire Denne artikel om en dansk musikgruppe er en spire som bør udbygges. Du er velkommen til at hjælpe Wikipedia ved at udvide den. |